# 21618 Шейх
21618 Шейх (21618 Sheikh) — астероїд головного поясу, відкритий 13 травня 1999 року.
Тіссеранів параметр щодо Юпітера — 3,668.